# Western Paradise
Western Paradise ist eine Gemeinde (Village) im Belize District im zentralamerikanischen Staat Belize. Sie entstand 2010 aus dem Zusammenschluss der Ortschaften Sunset Park, Western Pine and Westlake. Aufgrund ihrer Lage am George Price Highway etwa acht Meilen westlich der Distriktshauptstadt Belize City wird sie auch als mile 8 community bezeichnet. Bei der Volkszählung 2010 hatte sie 1258 Einwohner.
In der Gemeinde befinden sich ein Polizeiposten sowie eine kleine medizinische Station. Sie wurde unter Mithilfe einer christlichen Hilfseinrichtung errichtet und dient bei Wahlen auch als Ort der Stimmangabe.